# Комсомольский парк (Тула)
Комсомольский парк культуры и отдыха — один из существующих на территории Тулы парков, рукотворный памятник природы, памятник природы регионального значения. Входит в ГУ ТО «Тульские парки».

## История
15 января 1907 года городская дума одобрила доклад городского головы о разведении второго парка. Дума постановила: «С осени приступить к насаждению деревьев в новом парке». Парк заложил врач А. А. Александров, в честь которого и был назван.
В 1923 году шефство над парком взяли тульские комсомольцы. Территория парка была расширена до 65 га, высажены новые деревья (берёзы, клёны, лиственницы, жёлтые акации), и с тех пор он начал называться Комсомольским. В 1990-х годах парку вернули историческое название, а в 2000 году решением Тульской городской Думы за парком вновь закрепилось название «Комсомольский парк культуры и отдыха».
В настоящее время на территории парка продолжаются точечные застройки.

## Достопримечательности

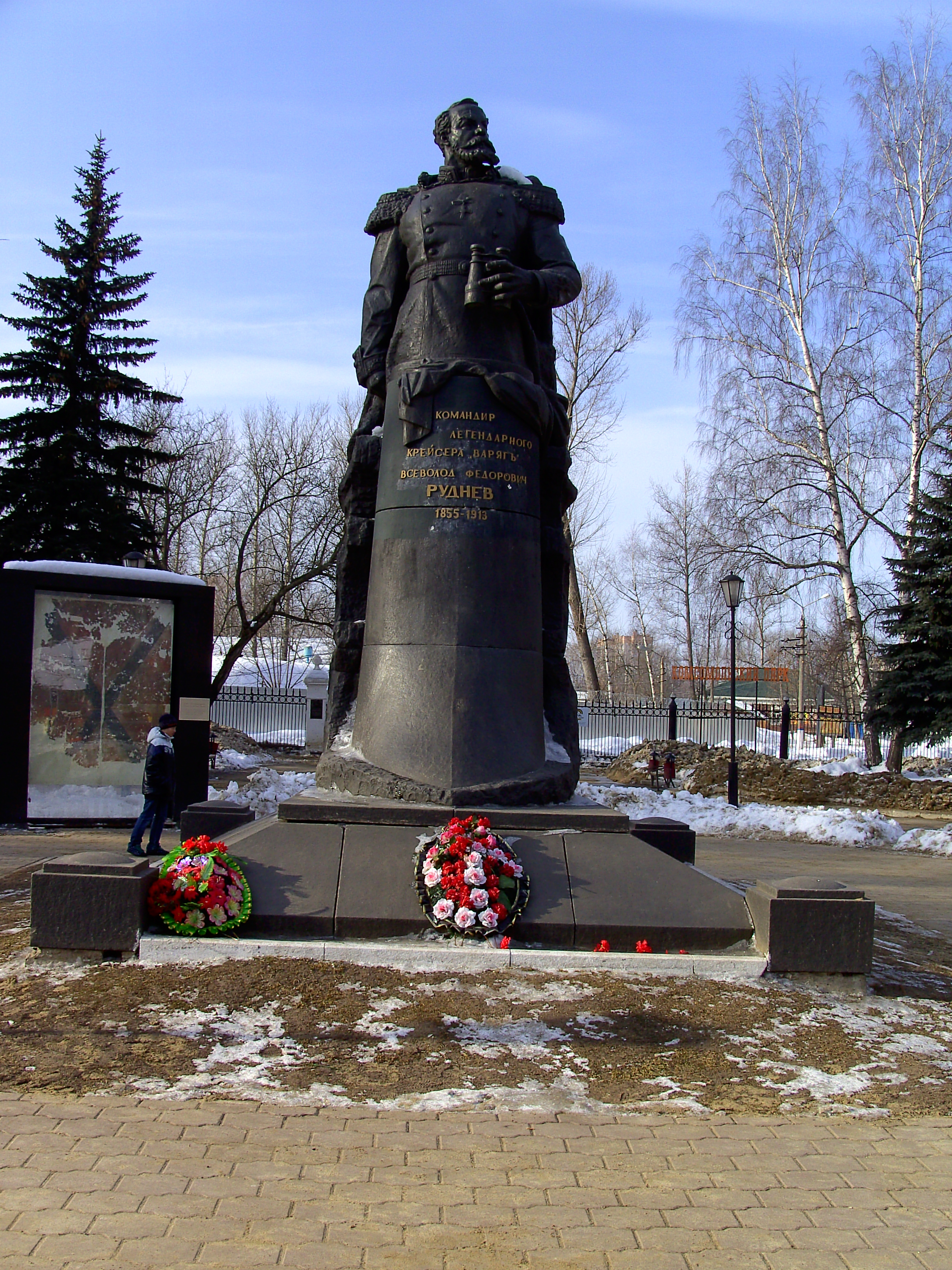
Памятник В. Ф. Рудневу

«Визитной карточкой» Комсомольского парка культуры и отдыха и одной из достопримечательностей общегородского масштаба является памятник командиру крейсера «Варяг» контр-адмиралу В. Ф. Рудневу, который был установлен на площади перед главным входом в парк 30 сентября 1956 года.

## Рекреационная деятельность
Комсомольский парк — один из самых красивых уголков Зареченского района города Тулы. Для посетителей парка работают аттракционы, регулярно проходят празднично-развлекательные программы на эстраде, в зимнее время действует лыжная база проката, ледовый каток.

## Природа парка
На территории парка произрастает около 40 видов деревьев и кустарников, порядка 60 видов трав. Здесь есть маленькие болотца и искусственный пруд, питающийся за счет ключей.